# Миллер, Рой (футболист)
Рой Ми́ллер Эрна́ндес (исп. Roy Miller Hernández; 24 ноября 1984, Картаго, Коста-Рика) — коста-риканский футболист, защитник клуба «Депортиво Саприсса». Выступал в сборной Коста-Рики. Участник чемпионата мира 2014 года.

## Клубная карьера
Миллер — воспитанник клуба «Картахинес». В 2003 году он дебютировал за команду на профессиональном уровне. Отыграв два сезона на родине, Рой перешёл в норвежский «Будё-Глимт». В новом клубе он быстро завоевал место в основе и показывал качественную игру, что вызвало интерес со стороны лидеров норвежской Типпелиги. В 2008 году Миллер перешёл в «Русенборг». Он подписал контракт с клубом на три года. Вскоре Рой получил травму колена, которая помешала ему нормально адаптироваться в команде, и он был вынужден уйти в аренду в шведский «Эргрюте». Несмотря на эти обстоятельства, Рой помог «Русенборгу» стать чемпионом Норвегии. 3 августа 2009 года в матче против «Эребру» Миллер дебютировал в шведском Аллсвенскане.
В январе 2010 года Рой подписал двухлетний контракт с американским клубом «Нью-Йорк Ред Буллз». 28 марта в поединке против «Чикаго Файр» он дебютировал в MLS. В 2013 году Миллер помог «быкам» завоевать MLS Supporters’ Shield. За команду Рой провёл более 100 матчей.
В начале 2016 года Миллер вернулся на родину, подписав контракт с «Саприссой». 18 января в матче против «Белена» он дебютировал за новую команду. 24 февраля в поединке против «Лимона» Рой забил свой первый гол за «Саприссу».
В начале 2017 года Миллер вернулся в США, подписав контракт с «Портленд Тимберс». 13 марта в матче против «Лос-Анджелес Гэлакси» он дебютировал за новую команду. 9 апреля в поединке против «Филадельфия Юнион» Миллер забил свой первый гол за «Портленд Тимберс».

## Международная карьера
В 2005 году в товарищеском матче против сборной Эквадора Рой дебютировал за сборную Коста-Рики. В том же году в составе сборной страны Миллер поехал на Золотой кубок КОНКАКАФ в 2005. На турнире он сыграл в матчах против сборных Канады, Кубы, США и Гондураса. В 2006 году попал в предварительный состав сборной для участия в Чемпионате мира в Германии, но в последний момент он был исключен тренером Алешандре Гимарайнсом из заявки национальной команды.
8 июня 2013 года во встрече отборочного этапа Чемпионата мира против сборной Гондураса Рой забил свой первый гол за национальную команду.
В том же году он во второй раз принял участие в Золотом кубке КОНКАКАФ. На турнире он выступил в поединках против команд Кубы, Гондураса и США.
В 2014 году Миллер попал в заявку национальной команды на поездку на Чемпионат мира в Бразилию. На турнире он принял участие в матче против Англии.
В 2015 году Рой в третий раз выступил на Золотом кубке КОНКАКАФ. На турнире он сыграл в поединках против команд Ямайки, Сальвадора, Канады и Мексики.

### Голы за сборную Коста-Рики
| #   | Дата        | Место                                      | Противник | Счёт | Результат | Соревнование                        |
| --- | ----------- | ------------------------------------------ | --------- | ---- | --------- | ----------------------------------- |
| 01. | 8 июня 2013 | Национальный стадион, Сан-Хосе, Коста-Рика | Гондурас  | 1:0  | 1:0       | Чемпионата мира 2014 — квалификация |
| 2.  | 8 июля 2015 | Стабхаб Сентер, Карсон, США                | Ямайка    | 1:1  | 2:2       | Золотой кубок КОНКАКАФ 2015         |

## Достижения
Командные
 «Русенборг»
- Чемпионат Норвегии — 2009

 «Нью-Йорк Ред Буллз»
- Обладатель MLS Supporters’ Shield — 2013

Международные
 Коста-Рика
- Центральноамериканский кубок — 2005
- Центральноамериканский кубок — 2014